# Santuario della Madonna Grande
Il santuario della Madonna Grande è un santuario sito a Nuova Cliternia, frazione del comune di Campomarino, in provincia di Campobasso, nel Molise.

## Pellegrinaggio
Il santuario è meta di numerosi pellegrinaggi, provenienti dalle cittadine abruzzesi di Fresagrandinaria, di Lentella e da quelle molisane di Ururi, San Martino in Pensilis, Portocannone, Montecilfone, Guglionesi e Campomarino.

## Storia e descrizione
La chiesa è stata costruita nel XVII secolo circa, essendo testimoniata la sua presenza già dal 1744. Oggi si trova nel centro della frazione di Cliternia Nuova, ed ha una pianta a ottagono. Più che un vero santuario è una cappella arricchita da finestre per ciascun lato e da un portale con cornice barocca. Il piccolo campanile è a vela. La copertura del tetto è innalzata lievemente verso il cielo come una cupola.

### Interno: dipinto dellaMadonna Grande
Nel santuario è presente il quadro della Madonna Grande oggetto di venerazione già da molti secoli, come riportato da mons. Tria, già vescovo di Larino dal 1724 al 1741
Il dipinto risale all'epoca barocca e raffigura la Vergine in mantello, assorta, su uno sfondo scuro. Il mantello è blu scuro mentre il vestito è rosso porpora.